# History of Science Society

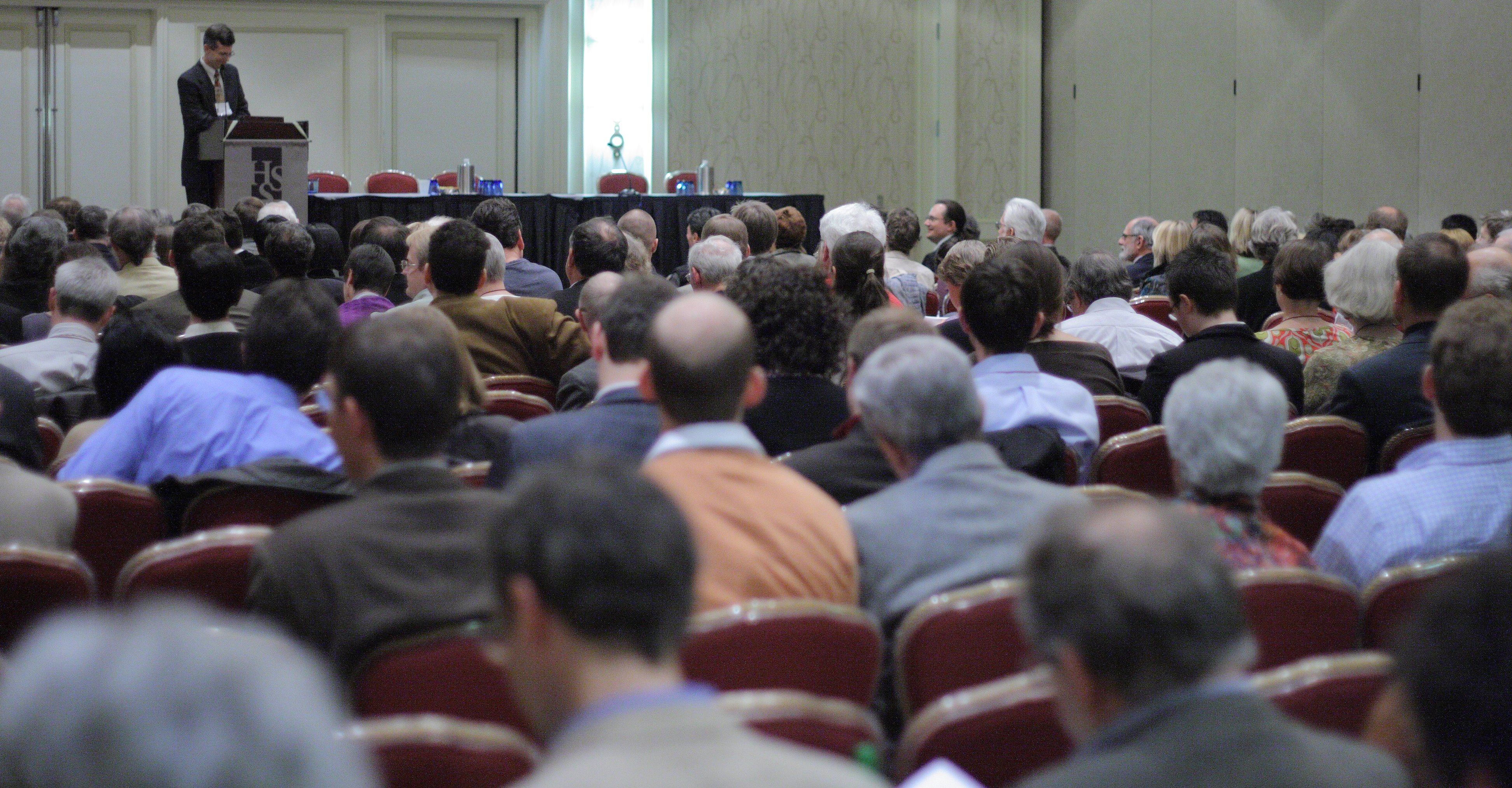
Een conferentie van de History of Science Society in Washington D.C., 2007.

De History of Science Society (HSS) is een organisatie die zich richt op de geschiedenis van de wetenschap. De organisatie werd opgericht in 1924.

## Publicaties
De History of Science Society geeft verscheidene publicaties uit, waaronder Isis (verschijnt ieder kwartaal met allerlei artikelen) en Osiris (verschijnt jaarlijks, gericht op een enkel onderwerp). Isis werd opgericht door George Sarton in België in 1912 en het verscheen voor het eerst in maart 1913. Na de Eerste Wereldoorlog ging Sarton naar de Verenigde Staten en het tijdschrift Isis werd sindsdien ook daar uitgegeven. Tegenwoordig wordt het door de Universiteit van Chicago uitgegeven (University of Chicago Press). Osiris werd in 1936 opgericht, ook door George Sarton.

## Prijzen
De History of Science Society kent jaarlijks aan mensen op het gebied van wetenschapsgeschiedenis prijzen toe, waaronder:
- De George Sarton Medaille, sinds 1955; uitgereikt aan iemand die veel betekend heeft voor het vakgebied.[3]
- De Pfizer Prize, sinds 1958; uitgereikt aan de schrijver van een buitengewoon boek.[4]
- De Suzanne J. Levinson Prize, sinds 2006; een tweejaarlijkse prijs voor een boek op het gebied van biologie en natuurlijke historie.[5]
- De Nathan Reingold Prize, sinds 1955; uitgereikt aan graduate students die een noemenswaardig essay hebben geschreven.[6]